# Alcioneu

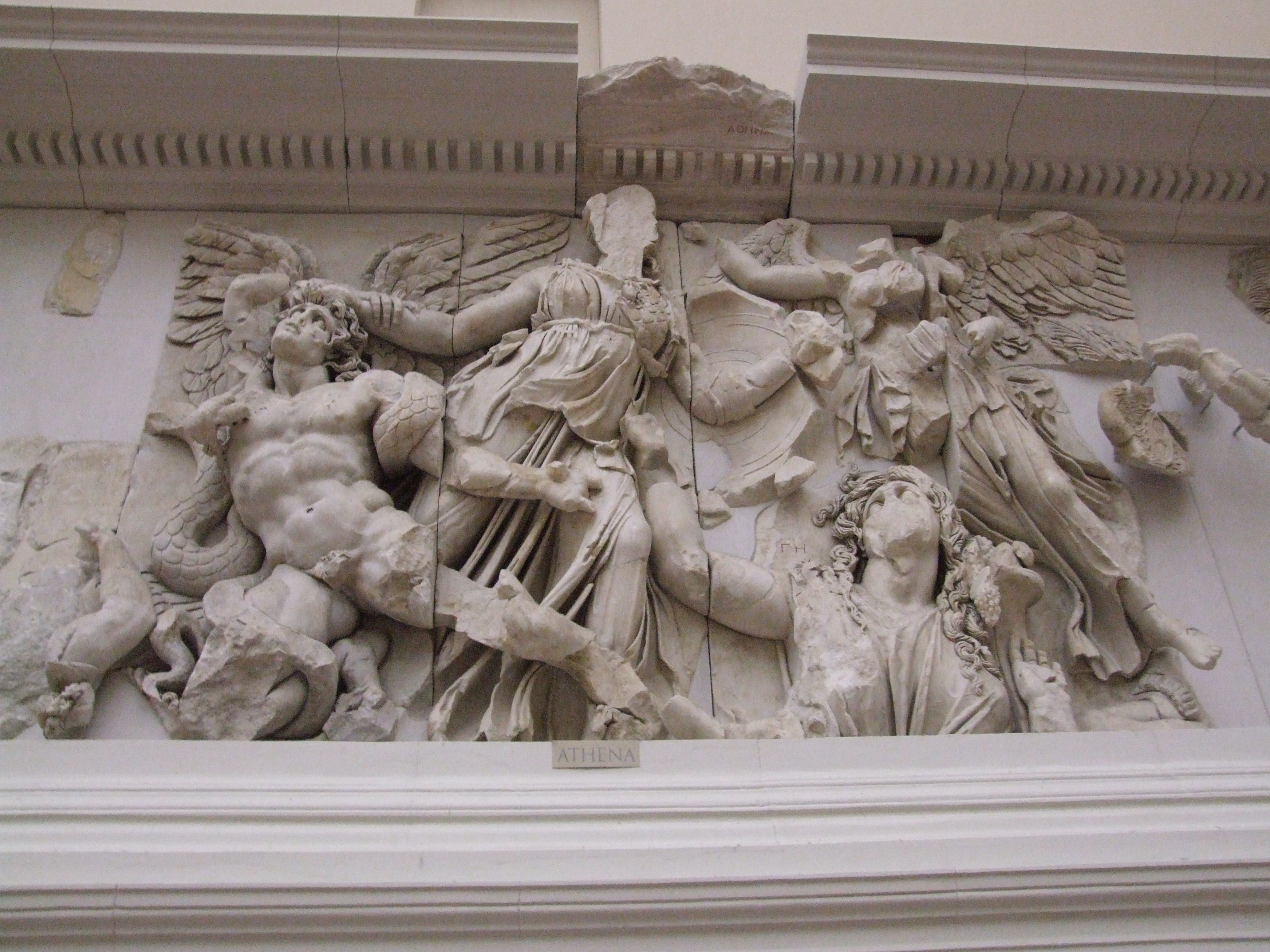
Atena contra Alcioneu (Museu de Pèrgam -Berlín, Alemanya-, circa).

Alcioneu (en grec antic: Άλκυονεύς) va ser, segons la mitologia grega, un gegant, fill de Gea (la Terra) i d'Urà (el Cel).
Era un dels gegants més alts i més forts, i va tenir un paper destacat en la rebel·lió contra Zeus, la Gigantomàquia, la lluita entre els gegants i els déus que va tenir lloc als Camps Flegreus, a Pal·lene, a Macedònia. Alcioneu no podia morir mentre estigués lluitant a la terra on havia nascut, i per això, Hèracles, que l'havia anat ferint amb les seves fletxes i veia que quan queia a terra s'aixecava immediatament, aconsellat per Atena, el va portar lluny de Pal·lene i el va travessar amb una fletxa, però abans el gegant havia mort, esclafant-los amb una roca, a vint-i-quatre dels companys d'Hèracles. Les filles d'Alcioneu, les Alciònides, desesperades per la mort del seu pare, es van llençar al mar, i van ser transformades en ocells (els alcions).
Una altra tradició diu que Hèracles el va matar amb una fletxa a l'istme de Corint, on volia barrar el pas a l'heroi quan tornava d'Eritea amb el ramat de Geríon.